# Rio Itaueiras (vattendrag i Brasilien)
Rio Itaueiras är ett vattendrag i Brasilien.   Det ligger i delstaten Maranhão, i den centrala delen av landet, 1 000 km norr om huvudstaden Brasília.
Omgivningarna runt Rio Itaueiras är huvudsakligen savann. Runt Rio Itaueiras är det glesbefolkat, med 9 invånare per kvadratkilometer.